# Gargždai
Gargždai è una città lituana di 14.945 abitanti (2013).

## Sport

### Pallacanestro
- BC Gargždai-Bremena

### Calcio
- FK Banga Gargždai
- FK Bangelė Gargždai
- FK Garsta Gargždai
- GMT-83 Gargždai
- SK Taškas Gargždai